# CS50
CS50 вимовляється Сі-Ес-Фіфті (Computer Science 50) — вступний онлайн курс з комп'ютерних технологій Гарвардського і, починаючи з 2015 року, Єльського університетів. Матеріал курсу доступні для безкоштовного завантаження з цілим рядом сертифікатів за окрему плату. Переклад курсу CS50 українською мовою доступний на порталі Prometheus під назвою «Основи програмування CS50».

## Формат
CS50 лекції записані і завантажені на декількох сервісах, в тому числі iTunes U, edX (де він відомий як CS50x), Coursera, Prometheus і YouTube. Додаткові відео «walkthroughs» записуються з викладачами і студентами. Питання курсу доступні в форматах PDF і HTML. Студенти можуть завантажувати відповіді на питання і деякі питання оцінюються автоматично. Студенти також можуть використовувати спеціальне програмне забезпечення, щоб перевірити свій код в хмарі.

## Лектори
Професор Девід Малан був названий одним зі світових найбільш відомих комп'ютерних педагогів. Співзасновник Facebook Марк Цукерберг і колишній головний виконавчий директор компанії Microsoft Стів Балмер давали лекції.